# Pedálový klavír
Pedálový klavír je typ klavíru rozšířený o pedálovou klávesnici, umožňující hrát basové tóny nohou podobně jako u varhan.

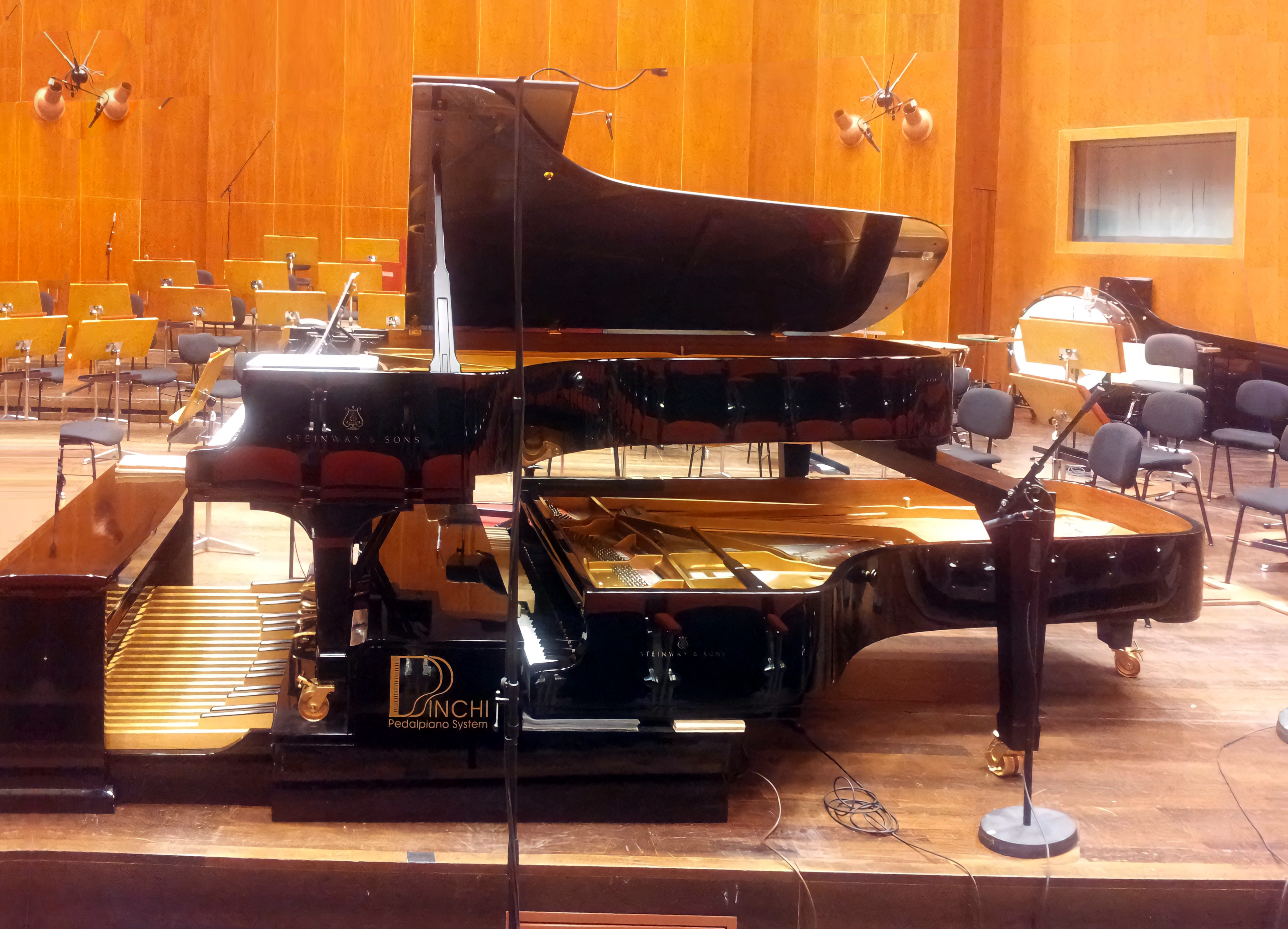
Pedálový klavír systému Pinchi

## Konstrukce
Existují dva typy pedálových klavírů. V prvním případě je pedálová část integrální součástí nástroje a užívá stejné struny a mechanismus jako ruční klaviatura. Takové nástroje vyvinuly firmy Érard nebo Pleyel. V druhém případě se nástroj skládá ze dvou samostatných částí, každá část s vlastní mechanikou a strunami. Takový klavír používal v již 18. století Wolfgang Amadeus Mozart. Obdobnou konstrukci si nechal patentovat Luigi Borgato v roce 2000 a vyrábí jej pod názvem Doppio Borgato. Podobný je i Pinchi Pedalpiano System, který sestává ze dvou samostatných klavírů, přičemž pedálová klaviatura je mechanicky propojena s basovými strunami druhého klavíru.

## Historie

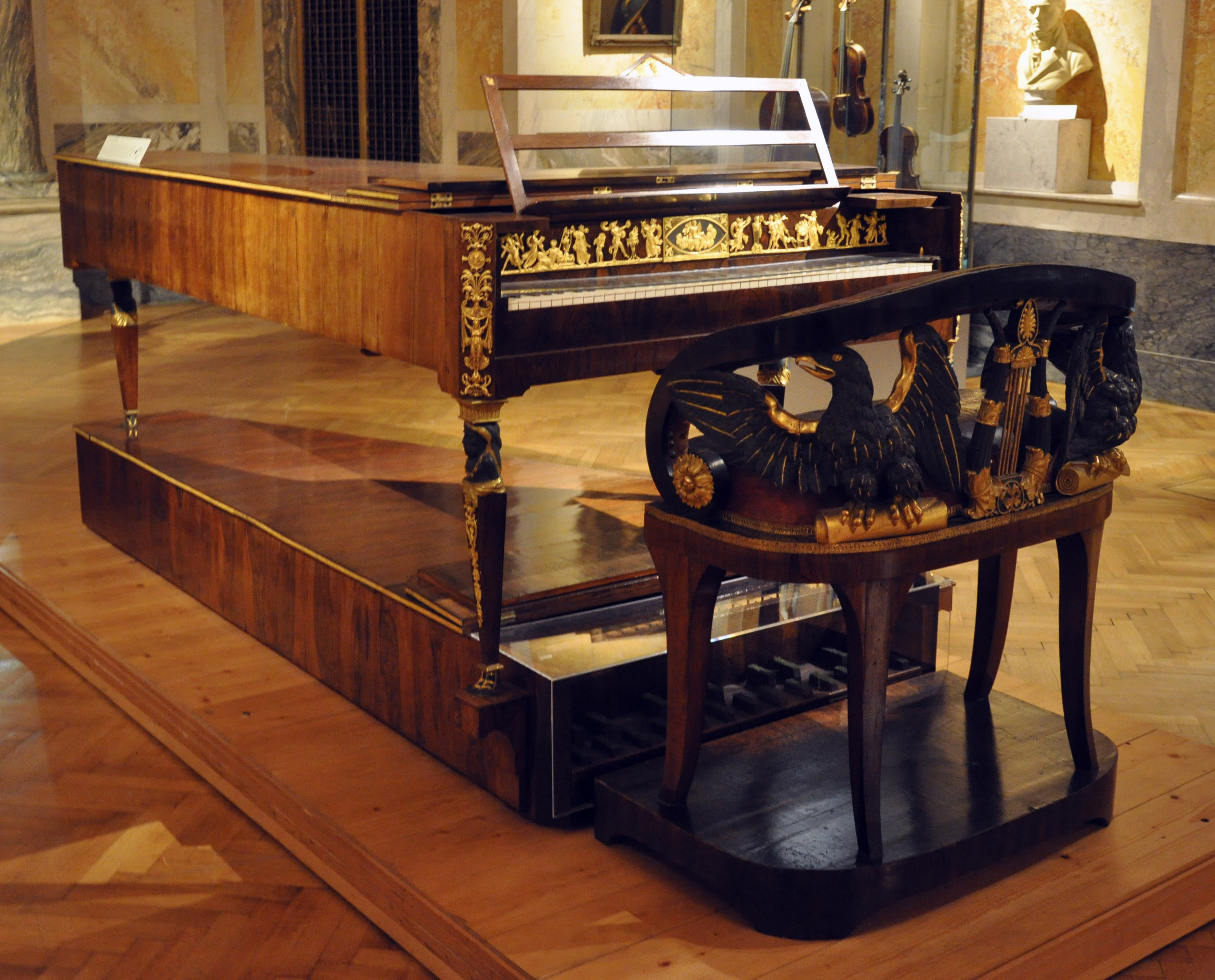
Pedálový klavír z roku 1815

Myšlenka pedálového klavíru vychází z pedálového klavichordu či pedálového cembala, které se objevilo již v 15. století. Ve svém spise o hudebních nástrojích jej popisuje český polyhistor Pavel Žídek, známý pod jménem Paulus Paulirinus (1413-1471), již v roce 1460. Varhaníci jej používali ke studiu místo varhan, aby nemuseli cvičit v nevytopených kostelích. Takové cembalo vlastnil i Johann Sebastian Bach a některé z jeho skladeb (např. varhanní triové sonáty BWV 525–530, Passacaglia a Fuga c-mol BWV 582 a další) vznikaly na tomto nástroji.
Wolfgang Amadeus Mozart vlastnil klavír s nezávislou pedálovou mechanikou, který pro něj v roce 1785 postavil Anton Walter. Louis Schone vyrobil pedálový klavír pro Roberta Schumanna v roce 1843 za jeho pobytu v Drážďanech. Jeho pedálový mechanismus měl 29 kláves. Schuman napsal řadu skladeb pro pedálový klavír a tak věřil v budoucnost tohoto nástroje, že přesvědčil Felixe Mendelssohna, aby na Lipské konzervatoři otevřel třídu věnovanou hře na pedálový klavír. Významným skladatelem pro tento nástroj byl Charles-Valentin Alkan, který vlastnil nástroj vyrobený v roce 1853 firmou Érard.
Ve dvacátém století upadl nástroj téměř do zapomenutí. Byl vnímán jako kuriozita a většinou sloužil, podobně jako dříve pedálové cembalo, k nácviku varhaníků. V roce 2000 vyrobila pedálový klavír italská firma Luigi Borgato. Klavír Doppio Borgato má 37 basových kláves (A až A3) na rozdíl od varhan, které mají obvykle 30 až 32 kláves). Na tomto klavíru uvedl 13. září 2011 italský klavírista Roberto Prosseda novodobou premiéru Koncertu pro pedálový klavír a orchestr Charlese Gounoda.

## Skladby pro pedálový klavír (výběr)
- Robert Schumann (1810-1856)
  - Studie, op. 56
  - Skicy, op. 58
  - Šest fug na B-A-C-H, op. 60
- Franz Liszt (1811–1886)

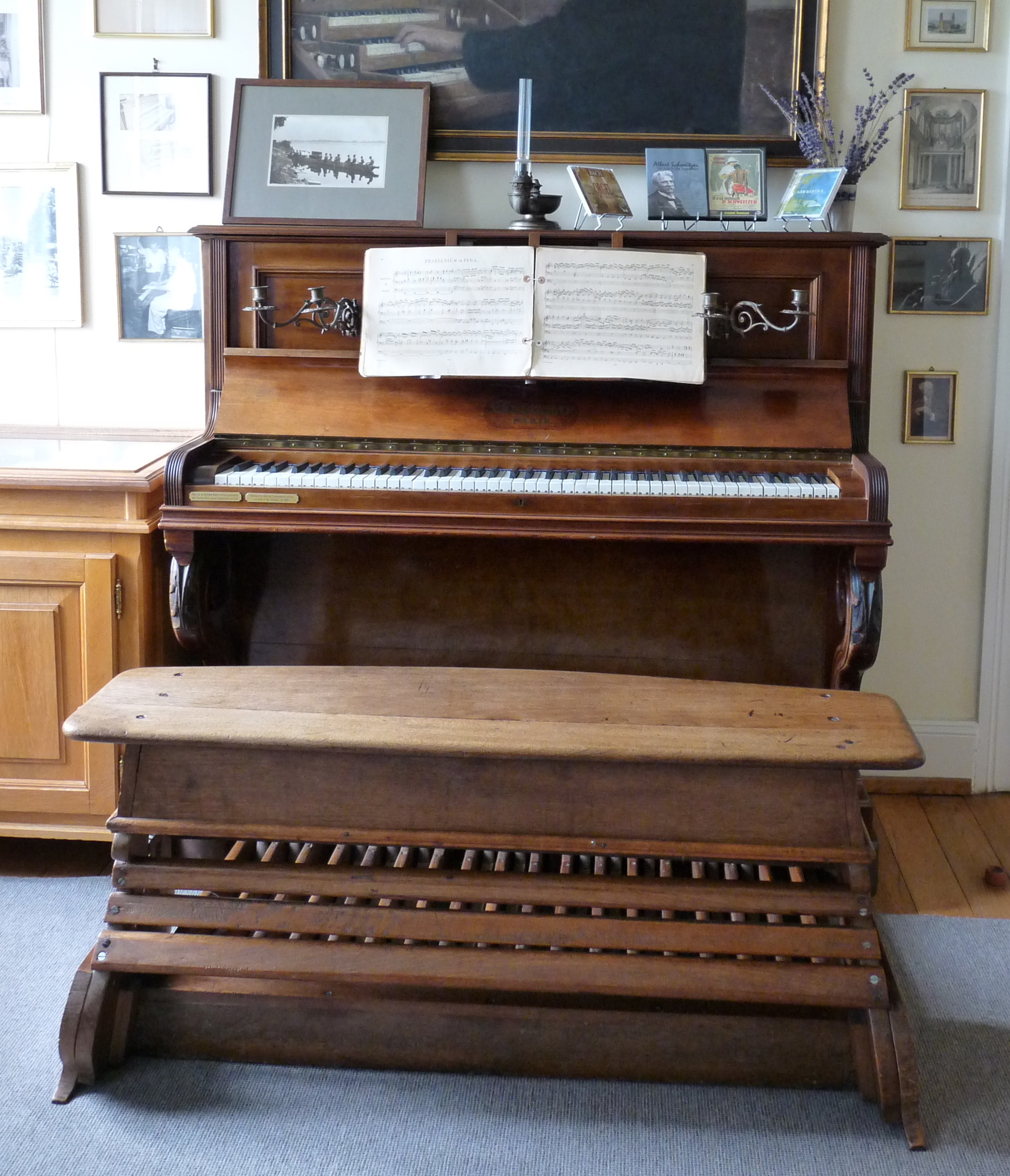
Pedálový klavír Alberta Schweitzera

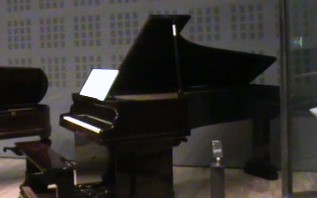
Pedálový klavír Charlese Valentina Alkana (Érard)

  - Fantasie a fuga na chorál "Ad nos, ad salutarem undam"
- Charles Valentin Alkan (1813-1888)
  - 12 etud jen pro nohy
  - Benedictus d-moll, op. 54
  - 13 modliteb, op. 64
  - 11 velkých preludií a přepis oratoria "Mesiáš" Georga Friedricha Händela, op. 66
  - Impromptu na Lutherův chorál "Ein feste Burg ist unser Gott", op. 69
  - Bombardo-Carillon pro pedálový klavír
- Charles Gounod (1818-1893)
  - Fantasie na ruskou národní hymnu pro pedálový klavír a orchestr
  - Koncertantní suita pro pedálový klavír a orchestr
  - Rumunský tanec pro pedálový klavír a orchestr
  - Koncert Es-dur pro pedálový klavír a orchestr
  - Marcia Solenne pro pedálový klavír
  - Larghetto pro housle, violu, violoncello a pedálový klavír
- Camille Saint-Saëns (1835–1921)
  - Koncert pro pedálový klavír a orchestr
- Jean Guillou (1930-)
  - Epitases (2002)
- Charlemagne Palestine
  - Compositions pro pedálový klavír (2005)
- Ennio Morricone
  - Studio IV bis (2011)
- Andrea Morricone
  - Omaggio a J.S.B. (2011)
- Cristian Carrara
  - Magnificat pro pedálový klavír a orchestr (2011)
- Nimrod Borenstein
  - Fireworks pro pedálový klavír (2011)
- Michael Glenn Williams
  - Tip-Tap (2011)